# Tuomas Holopainen

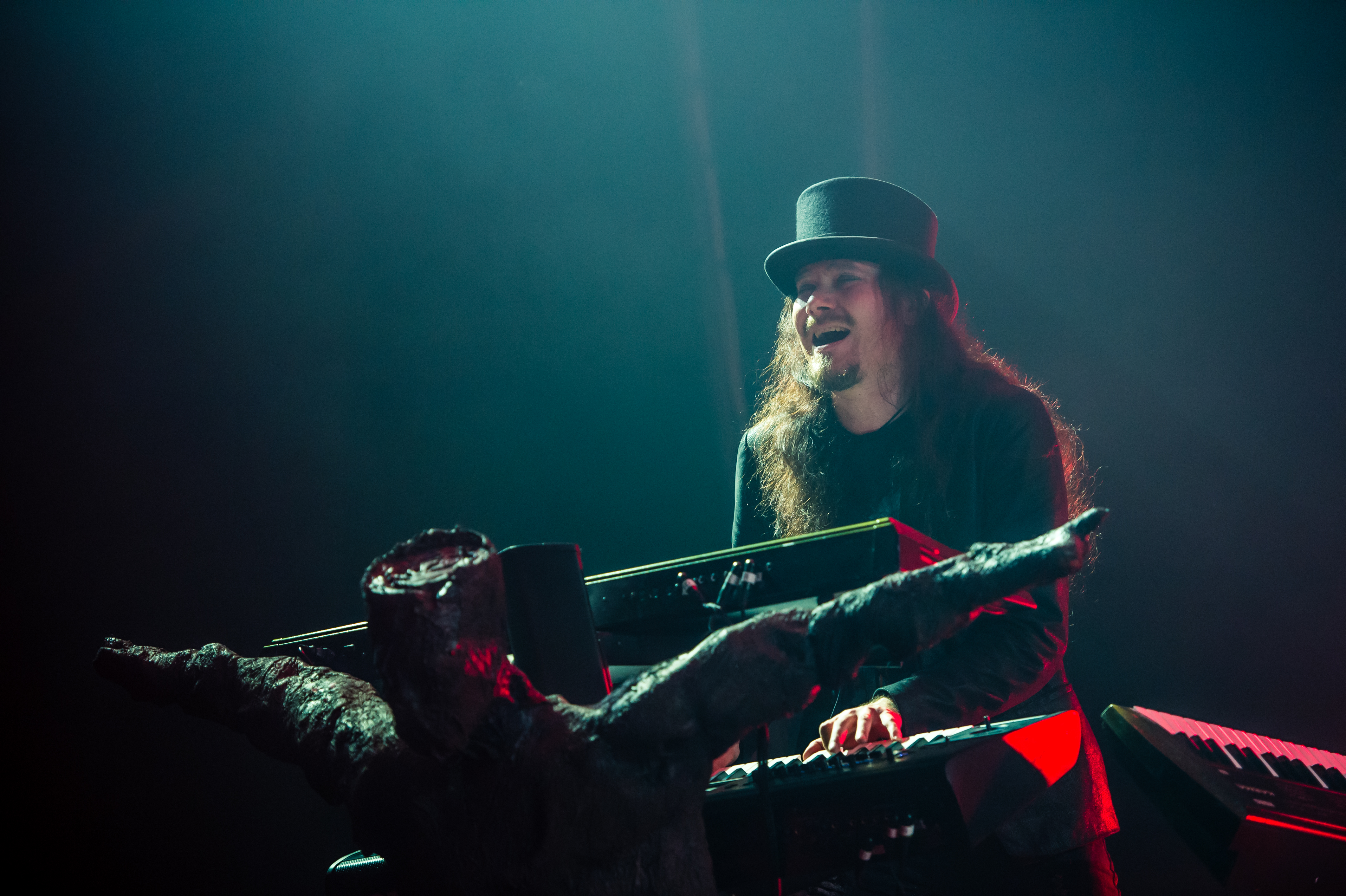
Tuomas Holopainen, 2015

Tuomas Lauri Johannes Holopainen (* 25. Dezember 1976 in Kitee) ist ein finnischer Komponist, Musikproduzent, Keyboarder, Hauptsongwriter und Gründungsmitglied der finnischen Symphonic-Metal-Band Nightwish.

## Biographie
Seit seinem achten Lebensjahr spielt Holopainen Klavier, seit seinem neunten Klarinette. Nach der Schule studierte er diese beiden Instrumente sowie Tenorsaxophon und Musiktheorie an einer Musikhochschule. Im September 1992 wurde er als Austausch-Schüler in Kansas City zu einem Konzert von Metallica und Guns N’ Roses mitgenommen, was starken Einfluss auf seine musikalische Laufbahn hatte. In dieser Zeit spielte er in den Bands Darkwoods My Betrothed und Nattvindens Gråt. Allerdings wollte er unbedingt eine eigene Band gründen, da er selber Musik schreiben und einbringen wollte. Diese Idee stellt die Geburt von Nightwish im Sommer 1996 dar. Am Lagerfeuer fragte er Emppu Vuorinen und Tarja Turunen, ob sie in diesem damals noch rein akustischen Projekt mitmachen wollten. Nachdem er die Qualität von Tarjas opernhafter Stimme hörte, entschied Holopainen, Nightwish in eine Metal-Band zu wandeln.

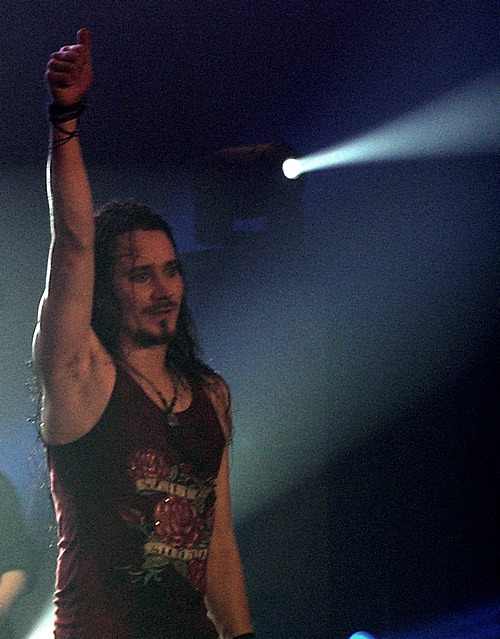
Tuomas Holopainen, 2009

Holopainen ist neben Nightwish in verschiedenen Bands tätig, derzeit etwa in der Dark-Rock-Band For My Pain… und der Band von Timo Rautiainen. Weiterhin arbeitet er gelegentlich mit anderen Bands zusammen (so auf dem Album Love and Other Disasters von Sonic Syndicate).
Er hat einen Endorsement-Vertrag mit dem japanischen Keyboard-Hersteller KORG.
Im April 2014 wurde Holopainens Soloalbum The Life and Times of Scrooge veröffentlicht, das an das Comic-Buch Onkel Dagobert – Sein Leben, seine Milliarden von Don Rosa angelehnt ist. Das Album erreichte den ersten Platz der finnischen Charts.
Er ist seit 28. Oktober 2015 mit der finnischen Popsängerin Johanna Kurkela verheiratet. Gemeinsam mit ihr und Troy Donockley gründete er die Band Auri, die 2018 ihr gleichnamiges Debütalbum veröffentlichte.

## Stil
Holopainens Stil bei Nightwish unterscheidet sich durch den häufigen Einsatz von Streichersamples deutlich vom Stil anderer Keyboarder im Metal. Schnelle, rhythmische Akkordwiederholungen, dichtes Arrangement und markante Themen erinnern stark an Filmmusik, eine typische stilistische Prägung des Symphonic Metal. Holopainen selbst gibt die Filmmusikkomponisten Hans Zimmer und Vangelis als musikalische Vorbilder an. Auf früheren Alben wird sein Keyboardspiel von raschen Läufen und Phrasen dominiert, auf späteren Alben konzentriert sich Holopainen auf Arrangement und Orchestrierung für ein echtes Sinfonieorchester und mehrere Chöre.

## Ehrungen
Der Naturschutzbiologe Jukka Salmela benannte eine von ihm im östlichen Lappland neu entdeckte Pilzmücken-Art nach Tuomas Holopainen Sciophila holopaineni. Holopainen kommentierte dazu: "Ich bin sehr, sehr gerührt. Das ist die höchste Ehrung, die ein Natur-Nerd wie ich erhalten kann".

## Diskografie

### Mit Timo Rautiainen
- 2006: Uskonnonpastori (EP)
- 2006: Sarvivuori
- 2007: Loppuun ajettu

### Mit For My Pain…
- 2003: Fallen

### Solo
- 2014: The Life and Times of Scrooge